# Étouvie (Amiens)
Étouvie est un quartier de grands ensembles d'Amiens, situé à l'ouest de la ville. Il compte près de 7 100 habitants en 2018.

## Historique
Le hameau d'Étouvie était jadis un fief sur lequel se trouvaient des carrières  dans lesquelles furent retrouvées des traces d'occupation humaine datant de la préhistoire.
Étouvie fut le premier quartier de grands ensembles construit à Amiens. Sa construction fut une initiative de la Chambre de commerce et d'industrie qui créa pour ce faire la Société picarde anonyme d'H.L.M.. De 18 ha au départ le « parc d'Étouvie » s'étend finalement sur 61 ha. Ce quartier est situé à l'ouest du quartier de Montières, sur la terrasse basse de la rive gauche de la Somme, non-loin du plateau de Longpré où s'installa une zone industrielle. Débutée en 1956, la construction de 1 025 logements, s'étala sur plusieurs années. Les premiers habitants arrivèrent en 1958.

## Morphologie du quartier
L'habitat collectif constitue l'essentiel des logements du quartier. « Les Coursives » immeuble construit en 1977, se signale par son architecture originale et sa hauteur. Ce bâtiment coloré accueille au rez-de-chaussée des commerces, des services socio-médicaux et administratifs, ainsi que 362 logements. 
Un programme de réhabilitation et de sécurisation des Coursives a été engagé dans les années 2010.
Le quartier est limité à l'ouest par la commune de Dreuil-lès-Amiens, au sud par la route d'Abbeville, au nord par la Somme et à l'est par le quartier de Montières. 
À la lisière du quartier, en bordure du canal de la Somme, a été créé, en 2003, le Parc du Grand Marais. La réalisation de ce parc a été possible grâce à la réhabilitation d'une ancienne décharge. Le parc a une superficie de 26 ha réservés à la promenade, au sport et aux jeux de plein air. 
La scolarisation des jeunes du quartier s'effectue dans un collège et quatre groupes scolaires, maternelles et primaires. 
Le quartier d'Étouvie est relié au centre-ville par les bus Amétis de Ligne Némo 1 ayant une fréquence de passage toutes les 10 minutes à 12 minutes, et est aussi desservi par les lignes de bus 8, 11 et 16.

## Sociologie du quartier

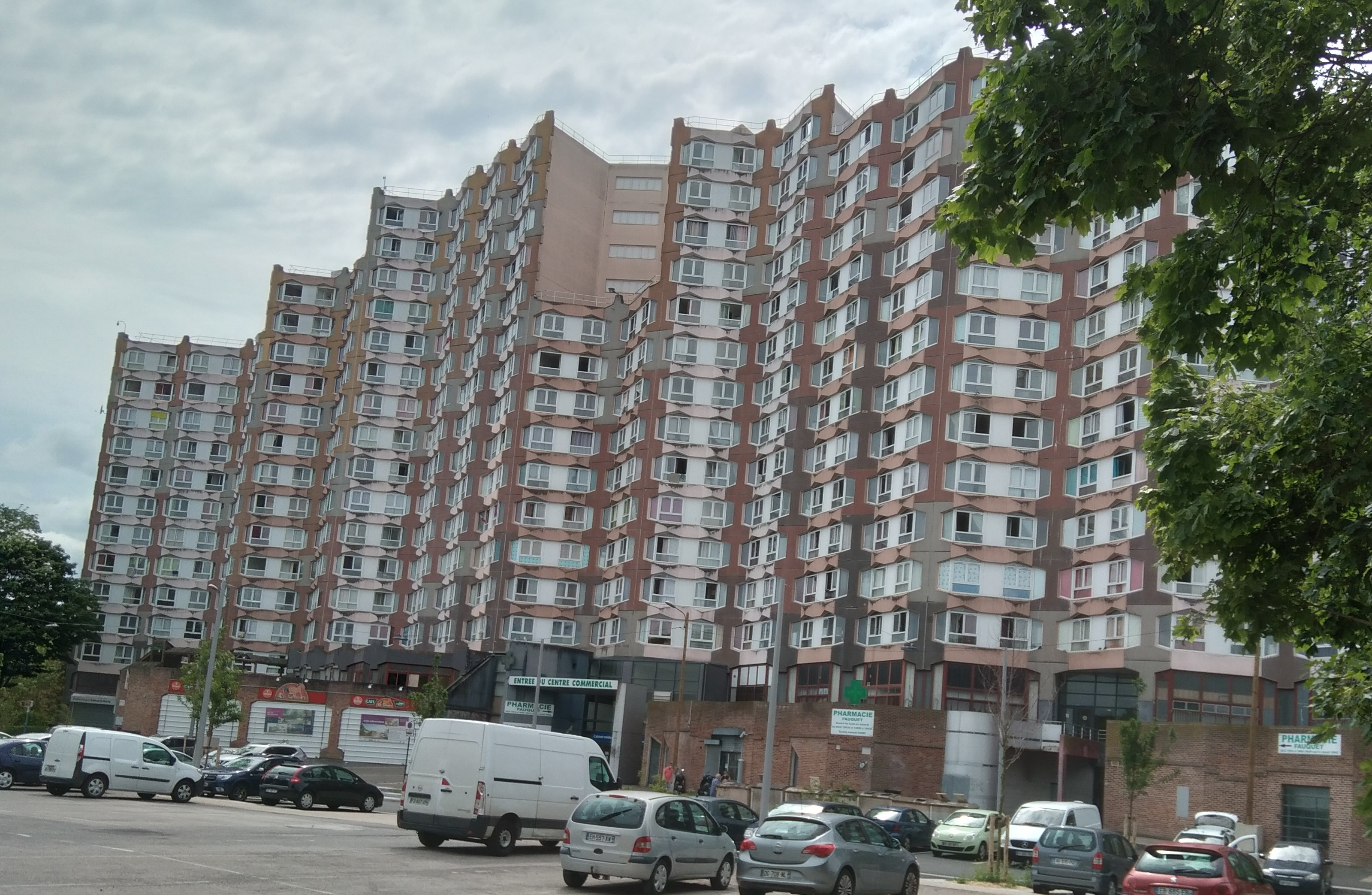
Les Coursives, en 2021.

Il accueille une population aux revenus modestes, il s'agit donc d'un des quartiers les plus pauvres de la ville d'Amiens. Il est à ce titre classé quartier prioritaire et présente un taux de pauvreté élevé, de 58 % de la population.
Le quartier possède deux clubs de football avec le C.S.A Montières-Étouvie et Amiens A.S. Étouvie qui est situé dans le parc du Grand Marais.